# Bollmaniulus rhodogeus
Bollmaniulus rhodogeus är en mångfotingart som först beskrevs av Chamberlin 1940.  Bollmaniulus rhodogeus ingår i släktet Bollmaniulus och familjen Parajulidae. Inga underarter finns listade i Catalogue of Life.